# Mike Dopud
Mike Dopud (* 10. Juni 1968 in Montreal, Québec) ist ein kanadischer ehemaliger Canadian-Football-Profi, Schauspieler und Stuntman.

## Leben
Dopud wuchs als Sohn einer serbischen Einwandererfamilie auf, die in den frühen 1960er Jahren Jugoslawien verlassen hatte. Er spielte College Football an der Southern Illinois University und danach als Profi bei den Saskatchewan Roughriders in der Canadian Football League sowie bei Birmingham Fire in der World League of American Football. Seine Karriere wurde jedoch durch eine Knieverletzung beendet. Daraufhin wechselte er die Sportart und spielte Eishockey bei Columbus Chill in der East Coast Hockey League.
Ab Mitte der 1990er Jahre begann er als Stuntman zu arbeiten, zunächst an verschiedenen Fernsehserien wie Outer Limits – Die unbekannte Dimension, Stargate – Kommando SG-1 und Viper. Schnell erhielt er auch kleinere Nebenrollen in Serien und Spielfilmen. Als Stuntman wirkte er unter anderem an den Actionfilmen I, Robot, Fantastic Four und X-Men: Der letzte Widerstand mit. Größere Filmrollen hatte er als Detective Smits im Horrorfilm White Noise – Schreie aus dem Jenseits an der Seite von Michael Keaton sowie als Agent Turner neben Christian Slater in Alone in the Dark.
Dopud trat in drei verschiedenen Serien aus dem Stargate-Universum auf. Gastauftritte hatte er 2005 in Stargate – Kommando SG-1 sowie 2008 in Stargate Atlantis. Von 2010 bis 2011 hatte er die wiederkehrende Gastrolle des Varro in Stargate Universe. Weitere wiederkehrende Gastrollen hatte er zwischen 2005 und 2009 als Crewman Specialist Gage in Battlestar Galactica sowie von 2006 bis 2009 als Security Guard George in Smallville.
Dopud ist mit der Schauspielerin Angela Schneider verheiratet.

## Filmografie (Auswahl)
Als Schauspieler
- 1997: Millennium – Fürchte deinen Nächsten wie Dich selbst (MillenniuM, Fernsehserie)
- 1997: Der Sentinel – Im Auge des Jägers (The Sentinel, Fernsehserie)
- 1997: Viper (Fernsehserie)
- 1999: Turbulence 2 (Fear of Flying)
- 1999: Seven Days – Das Tor zur Zeit (Seven Days, Fernsehserie)
- 2001: Dark Angel (Fernsehserie)
- 2001: Turbulence 3 (Turbulence 3: Heavy Metal)
- 2002: I Spy
- 2002: Rollerball
- 2003: Bulletproof Monk – Der kugelsichere Mönch (Bulletproof Monk)
- 2004: Walking Tall – Auf eigene Faust (Walking Tall)
- 2005: Alone in the Dark
- 2005: White Noise – Schreie aus dem Jenseits (White Noise)
- 2005: Stargate – Kommando SG-1 (Stargate SG-1, Fernsehserie)
- 2005: Chaos
- 2005–2009: Battlestar Galactica (Fernsehserie)
- 2006–2009: Smallville (Fernsehserie)
- 2007: Postal
- 2007: 88 Minuten (88 Minutes)
- 2007: Pathfinder – Fährte des Kriegers (Pathfinder)
- 2007: Schwerter des Königs – Dungeon Siege (In the Name of the King: A Dungeon Siege Tale)
- 2008: Far Cry
- 2008: Stargate Atlantis
- 2008: Snow Buddies – Abenteuer in Alaska (Snow Buddies)
- 2009: Driven to Kill – Zur Rache verdammt (Driven to Kill)
- 2009: X-Men Origins: Wolverine
- 2010: Human Target
- 2010: Flashpoint – Das Spezialkommando (Flashpoint)
- 2010: Altitude – Tödliche Höhe (Altitude)
- 2010: The Bridge (Fernsehserie, 1 Folge)
- 2010–2011: Stargate Universe (Fernsehserie)
- 2011: Final Destination 5
- 2011: Mission: Impossible – Phantom Protokoll (Mission: Impossible – Ghost Protocol)
- 2012: Das gibt Ärger (That Means War)
- 2012: Warehouse 13 (Fernsehserie, Folge 4x05)
- 2012: Halo 4: Forward Unto Dawn (Miniserie, 5 Folgen)
- 2012–2014: Continuum (Fernsehserie, 5 Folgen)
- 2013: The Package – Killer Games (The Package)
- 2013: Mistresses (Fernsehserie, 7 Folgen)
- 2013: White Collar (Fernsehserie, Folge 5x06)
- 2013, 2014: Arctic Air (Fernsehserie, 7 Folgen)
- 2014: Rampage: Capital Punishment
- 2014: Motive (Fernsehserie, 1 Folge)
- 2014: Eissturm aus dem All (Christmas Icetastrophe, Fernsehfilm)
- 2014: Skin Trade
- 2014–2015: Cedar Cove – Das Gesetz des Herzens (Cedar Cove, Fernsehserie, 11 Folgen)
- 2015: Blitzschlag – Gefangen im Gewittersturm (Deadly Voltage)
- 2016: Virtual Revolution
- 2016–2017: Arrow (Fernsehserie, 6 Folgen)
- 2017: Sweet Virginia
- 2017: S.W.A.T.: Unter Verdacht (S.W.A.T.: Under Siege)
- 2018: The 100 (Fernsehserie, 5 Folgen)
- 2018: Caught (Fernsehserie, 4 Folgen)
- 2018: Deadpool 2
- 2022: Violent Night

Als Stuntman
- 1995: Outer Limits – Die unbekannte Dimension (The Outer Limits, eine Folge)
- 1997: Mr. Magoo
- 1998: Octalus – Der Tod aus der Tiefe (Deep Rising)
- 2003: X-Men 2 (X2)
- 2004: I, Robot
- 2005: Fantastic Four
- 2006: Nachts im Museum (Night at the Museum)
- 2006: 300
- 2006: X-Men: Der letzte Widerstand (X-Men: The Last Stand)
- 2007: Fantastic Four: Rise of the Silver Surfer (4: Rise of the Silver Surfer)
- 2008: Der Tag, an dem die Erde stillstand (The Day the Earth Stood Still)
- 2009: Nachts im Museum 2 (Night at the Museum: Battle of the Smithsonian)
- 2009: Watchmen – Die Wächter (Watchmen)
- 2010: Tron: Legacy
- 2012: Continuum (Fernsehserie)

## Auszeichnungen
- 2005: Taurus-Award-Nominierung für Walking Tall – Auf eigene Faust